# José Juan Cioffi
José Juan Antonio Cioffi Morgillo (nacido el 24 de noviembre de 1950 en Buenos Aires, Argentina) es un ex-futbolista argentino. Jugaba de delantero y su primer club fue San Telmo.

## Carrera
Comenzó su carrera en 1971 jugando para San Telmo. Jugó para el club hasta 1974. En 1976 se fue a España para formar parte del CD Castellón. Juega para el equipo hasta 1977. En ese año se fue al Burgos CF, en donde juega hasta 1979. Ese año se fue al Barakaldo CF, en donde juega hasta 1980. En 1982 se fue al CD Castellón por segunda vez, en donde finalmente se retiró del fútbol profesional.

## Clubes
| Club         | País      | Año       |
| ------------ | --------- | --------- |
| San Telmo    | Argentina | 1971-1974 |
| CD Castellón | España    | 1976-1977 |
| Burgos CF    | España    | 1977-1979 |
| Barakaldo CF | España    | 1979-1980 |
| CD Castellón | España    | 1982-1983 |